# Off to See the World
«Off to See the World» — песня датской поп-группы Lukas Graham, выпущенная 5 октября 2017 года в качестве второго сингла к саундтреку из мультфильма «My Little Pony в кино». Песня была написана Кристофером Брауном, Лукасом Фокамером, Мортеном Дженсеном, Стефаном Форрестом, Мортеном Пилегардом и Дэвидом Лабрелем. Песня достигла своего пика под номером 9 в датском чарте синглов, а затем была использована в эпизоде «Лучше поздно, чем никогда» на канале NBC.

## Список треков
| №  | Название               | Длительность |
| -- | ---------------------- | ------------ |
| 1. | «Off to See the World» | 3:04         |

## Чарты

### Еженедельные чарты
| Чарт (2017)                 | Высшая позиция |
| --------------------------- | -------------- |
| Дания (Tracklisten)         | 9              |
| Дания (Tracklisten Airplay) | 1              |

## История выхода
| Регион | Дата           | Формат           | Лейбл                   |
| ------ | -------------- | ---------------- | ----------------------- |
| Дания  | 5 октября 2017 | Digital download | Copenhagen Warner Bros. |